# Gualtar
Gualtar ist eine Gemeinde im Norden Portugals.

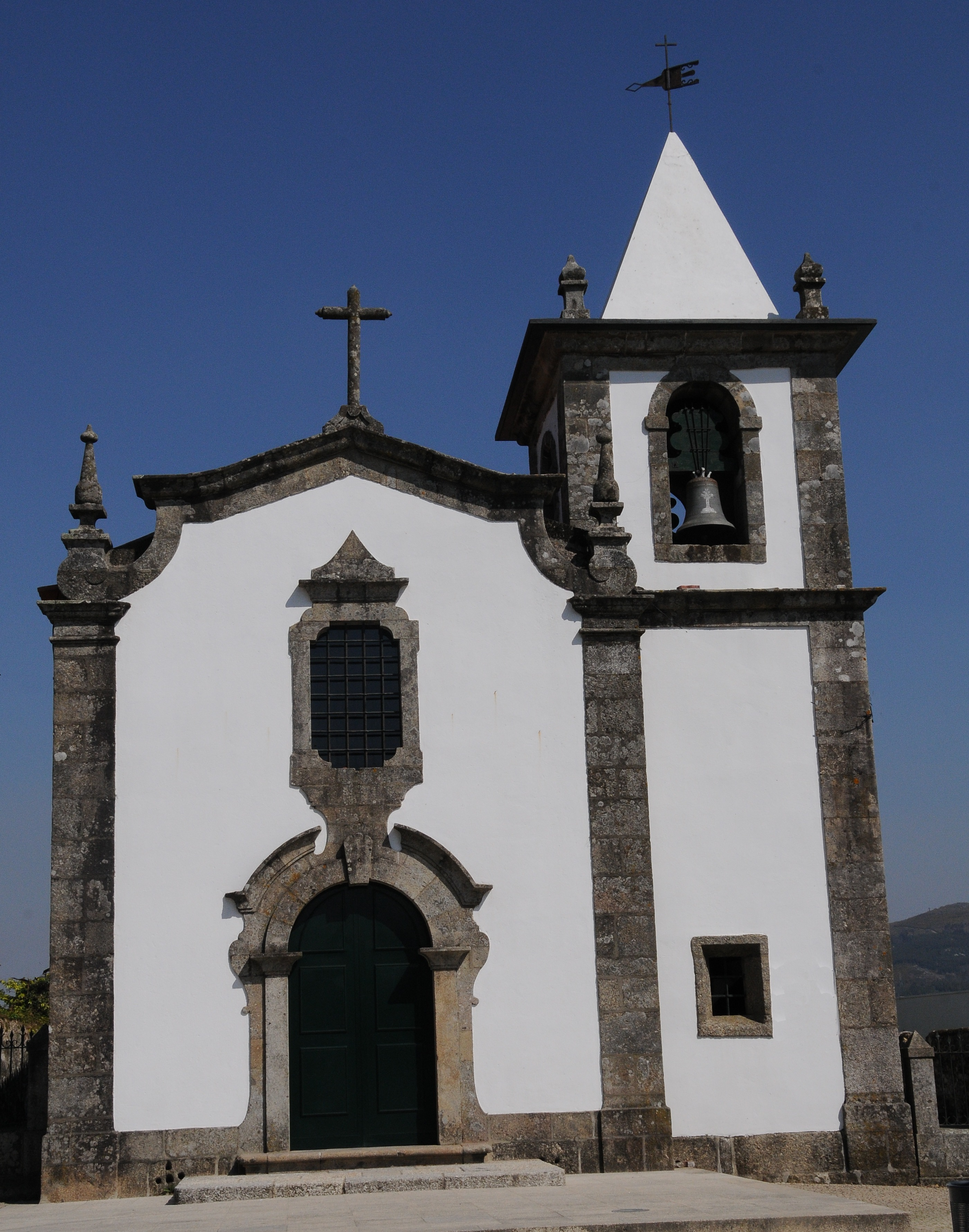
Kirche von Gualtar

Gualtar gehört zum Kreis und zur Stadt (pt: Cidade) Braga im Distrikt Braga, besitzt eine Fläche von 2,7 km² und hat 6761 Einwohner (Stand 19. April 2021).